# Pampusana hoedtii
La paloma perdiz de la Wetar o paloma perdiz de Wetar (Pampusana hoedtii) es una especie de ave columbiforme de la familia Columbidae.

## Distribución  geográfica y hábitat
Esta especie habita principalmente en los bosques tropicales de Wetar, Redong y Timor, en la Wallacea.

## Estado de conservación
Se encuentra amenazada por la pérdida de su hábitat natural.